# 锡林郭勒北路街道
锡林郭勒北路街道，是中华人民共和国内蒙古自治区呼和浩特市新城区下辖的一个乡镇级行政单位。这一区域东临呼伦贝尔路，西以赛罕路、通道北路为界，北至海拉尔中路，南抵南马路与回民区接壤。

## 行政区划
锡林郭勒北路街道下辖以下地区：
车站西街社区、车站东街社区、三角线社区、中山里社区、电厂前街社区和锡林社区。